# Popov Most
Popov Most (cyr. Попов Мост) – wieś w Bośni i Hercegowinie, w Republice Serbskiej, w gminie Foča. W 2013 roku liczyła 67 mieszkańców.